# Гама тачка
Гама или пролећна тачка је једна од тачака пресека еклиптике и небеског екватора на небеској сфери. Постоје две тачке где се секу небески екватор и еклиптика. То су омега и гама тачка. Сунце је у гама тачки око 21. марта, када са јужне стране неба Сунце прелази на северну небеску полусферу. Уједно је и почетак пролећа, тренутак када се центар Сунца нађе у гама тачки. Због тога је други назив за гама тачку пролећна тачка. 
Гама тачка је координатни почетак у екваторском и еклиптичком небеском координатном систему. Од гама тачке почиње да се мери ректасцензија у екваторском и еклиптичка лонгитуда еклиптичком систему.